# Johann von Halbig
Johann von Halbig, född den 13 juni 1814 i Donnersdorf, död den 29 augusti 1882 i München, var en tysk skulptör.
von Halbig studerade i München och tillhörde Schwanthalers skola. Hans första arbeten var av dekorativ art: lejonen utanför Gamla pinakoteket i München (1835), Roma och Minerva för Hofgarten där (1840) och tolv kolossalstoder för Museum i Sankt Petersburg i Ryssland. År 1845 blev han professor vid Polytekniska skolan i München, utförde 1847 lejonen för kvadrigan på Siegestor och 1850 ett par krucifix för Münchens kyrkogårdar med mera. Dessutom modellerade han byster och bildstoder, bland dessa en ryttarstod av kung Vilhelm I av Württemberg i Cannstatt, Emancipationsgruppen i New York samt Passionsgruppen i Oberammergau (1875).